# Психотерапия посттравматического стрессового расстройства
Посттравматическое стрессовое расстройство (ПТСР) обычно возникает при событиях, в которых присутствует сверхмощное негативное воздействие на психику индивида. Иногда ПТСР имеет место в тех случаях, когда ситуация сама по себе не является экстраординарной, но по различным субъективным причинам она может оказаться серьёзной психотравмой для конкретного человека. Травматичность события тесно связана с ощущением собственной беспомощности: индивид не имеет возможности эффективно реагировать на то, что происходит.
Для лечения ПТСР применяется большое количество методов психотерапии. Выбор терапевтического подхода отчасти зависит от особенностей клинической картины ПТСР у конкретного пациента. Иногда наилучший результат достигается при комбинированном применении нескольких методов. Исследования эффективности лечения ПТСР начались в начале 1980-х годов, со времени
включения этого заболевания в DSM-III. В целом было выяснено, что психотерапия, в особенности когнитивно-поведенческая терапия, может быть эффективна для лечения ПТСР. Для многих методов терапии на данный момент не существует доказательств эффективности, но это не означает, что они не работают — это просто следствие того, что они не были подвергнуты строгой научной проверке.

## Общие принципы терапии ПТСР
- Принцип нормализации — терапевт объясняет пациенту, что его симптомы являются реакцией нормальной психики на ненормальную ситуацию.
- Принцип партнёрства и повышения достоинства личности, который особенно важен для жертв насилия.
- Принцип индивидуальности — принятие во внимание того факта, что пост-травматический процесс очень сложен, и не существует подходящих для всех пациентов общих принципов терапии.
- Междисциплинарный подход с применением, при необходимости, лекарственных средств, физических упражнений и здорового режима питания, чтения вдохновляющей литературы, оказания социальной помощи и т. д.[5]

Психотерапия, в зависимости от интенсивности симптомов, может продолжаться от нескольких месяцев до нескольких лет.

## Нейробиологические механизмы терапии ПТСР
При ПТСР основные нарушения касаются следующих структур мозга:
- миндалевидное тело ― его ролью является быстрое распознавание возможных опасностей и быстрая активация защитной реакции типа «бей или беги». При ПТСР эта зона постоянно сохраняет повышенную активность, что приводит к состоянию сверхбдительности и к интенсивной защитной реакции на стимулы, чем-либо напоминающие ситуацию пережитой в прошлом травмы[7];
- гиппокамп ― связан с механизмами запоминания и воспроизведения информации. При ПТСР его активность снижена, он даже может уменьшиться в размере. В результате могут возникнуть проблемы с памятью. В частности, воспоминания о травмирующей ситуации могут быть искажёнными. Кроме того, в гиппокампе сохраняются воспоминания об опасных ситуациях. При нарушениях в его работе безопасная ситуация может восприниматься, как угрожающая[8];
- островковая доля ― отвечает за восприятие ощущений собственного тела и собственных эмоций (интероцепция). При ПТСР островковая доля может быть гиперактивна (это приводит к чрезмерно сильному влиянию физических ощущений и эмоций на психологическое состояние индивида), недостаточно активна (это приводит к диссоциации, то есть потере контакта со своими телесными ощущениями и эмоциями) или гиперреактивна (в таком случае наблюдается чрезмерная эмоциональная реакция на внешние стимулы)[9];
- зоны префронтальной коры: вентромедиальная префронтальная кора[англ.] отвечает за самосознание и психологическую саморегуляцию, а дорсомедиальная префронтальная кора связана со способностью к принятию решений и концентрацией внимания, а также с социальным интеллектом и исполнительными функциями мозга. При ПТСР эти зоны недостаточно активны, что приводит к снижению вышеперечисленных способностей[10];
- поясная кора ― отвечает за саморегуляцию, она также позволяет индивиду выбрать правильную линию поведения в случае конфликта между противоречивыми потребностями или эмоционального конфликта[англ.]. При ПТСР эта зона недостаточно активна, что приводит к трудностям в самоконтроле и принятии решений; индивид также часто страдает от состояния внутреннего конфликта[11].

Нарушается также взаимодействие между вышеуказанными структурами мозга:
- снижается воздействие сознательных зон мозга (префронтальной коры и поясной коры) на миндалевидное тело. Это затрудняет контроль над негативными эмоциями и реакциями типа «бей или беги» (возникновение которых связано с миндалевидным телом);
- усиливается взаимодействие между миндалевидным телом и островковой долей. В результате островковая доля (ответственная за восприятие эмоций и телесных ощущений) интенсивно реагирует на неприятные ощущения и эмоции, вызванные миндалевидным телом. Эти ощущения и эмоции воспринимаются, как опасные или невыносимые, что усиливает чувство страха и внутреннего дискомфорта[12].

Методы, применяемые для лечения ПТСР, можно классифицировать по тому, на какие зоны мозга они воздействуют в первую очередь.
1. Методы типа «снизу-вверх» (bottom-up) помогают снизить активность миндалевидного тела, привести в норму активность островковой доли и повысить активность гиппокампа. Поскольку данные зоны мозга недоступны для воздействия сознания, то используются техники работы с телом: релаксация с помощью дыхательных техник , прогрессивная мышечная релаксация, аутогенная тренировка, «соматическое чувствование», тай-чи, спорт, йога, и некоторые виды медитации. Снижение активности миндалевидного тела позволяет уменьшить стрессовую реакцию на триггеры и помочь пациенту выйти из состояния хронического страха, нервного возбуждения и сверхбдительности. Нормализация активности островковой доли уменьшает склонность к чрезмерным эмоциональным реакциям, например, страху или гневу (если активность была повышена) или диссоциации (если активность была понижена). Повышение активности гиппокампа (зоны мозга, связанной с упорядочением воспоминаний по времени) помогает пациенту осознавать, что в данный момент он в безопасности. Благодаря этому пациент становится способным более спокойно вспоминать о травме, осознавая, что она осталась в прошлом. Также постепенно снижается страх в ситуациях, напоминающих травму, и уменьшается склонность к избеганию
таких ситуаций.
2. Методы типа «сверху-вниз» (top-down) воздействуют на сознательные зоны мозга (префронтальную кору и поясную кору), увеличивая их активность и иногда способствующие их развитию. Примерами такого подхода являются различные техники когнитивной терапии (в частности, когнитивное реструктурирование и терапия принятия и последовательности), нарративная терапия и некоторые виды медитации. Более активная работа префронтальной коры позволяет пациенту сохранять ясность мышления в стрессовых ситуациях, улучшает способность к концентрации внимания и разрешению проблем и улучшает способности к социальной коммуникации. Более активная работа поясной коры улучшает контроль над эмоциями и мыслями, вызывающими тревожность.
3. «Горизонтальные» методы улучшают коммуникацию между различными зонами мозга или между правым и левым полушариями мозга. К этим методам относятся, например, арт-терапия и десенсибилизация и переработка движением глаз.
В терапии в первую очередь рекомендуется выяснить, знаком ли пациент с методами типа «снизу-вверх». Если он не владеет ими, рекомендуется начать терапию с обучения этим методам. В противном случае рекомендуется перейти к методам типа «сверху-вниз», посоветовав пациенту продолжать применять знакомые ему методы типа «снизу-вверх». Это связано с тем, что методы типа «снизу-вверх» помогают пациенту научиться лучше идентифицировать свои эмоции и ощущения, что необходимо для успешной терапии с применением когнитивных методов (подход типа «сверху-вниз»). Кроме того, если активность миндалевидного тела не снижена, то постоянная тревожность снижает активность сознательных зон мозга, и пациент не может сконцентрироваться на работе с сознательной составляющей травмы.

## Первая психологическая помощь в остром периоде
В раннем посттравматическом периоде (острая фаза) можно начать информировать пострадавшего о возможных реакциях, возникающих во время и после травмирующих событий. Следует объяснить, что это нормальные психические реакции, с акцентом на то, что они исчезнут по мере выздоровления. Нежелательно просить пострадавшего вновь и вновь рассказывать о случившемся; обсуждения травмы возможны, лишь если человек сам желает этого. Необходима также эмоциональная поддержка и советы для того, чтобы пострадавший мог перейти к конкретным действиям для решения проблемы. Даже если эти действия происходят на автоматическом уровне, это даёт пострадавшему ощущение контроля и уменьшает интенсивность эмоциональных реакций. В беседе с пострадавшим можно помочь ему активизировать приятные или, по крайней мере, нейтральные воспоминания о его прошлом, особенно о его личных достижениях, чтобы дать ему силы и уверенность для совладания с проблемой. Для помощи в этом направлении можно задавать пострадавшему вопросы о том, что он в состоянии делать сейчас (для себя или для других) и что следует сделать в первую очередь. На данном этапе у пострадавшего может появиться раздражительность и даже агрессивное поведение, но если при этом человек стал способен самостоятельно решать свои проблемы, то это можно считать определённым прогрессом в преодолении травмы.

## Терапия в пролонгированном периоде
В этом периоде проводится работа с воспоминаниями о травме и с отсроченными посттравматическими реакциями. Терапия ПТСР является длительным процессом, она может продолжаться несколько лет.
Горовиц (Horowitz, 1998) выделил пять стадий реакции на травматическое событие. Каждой стадии соответствует определённая цель психотерапии:
| Стадия 1. Длительное стрессовое состояние в результате травматического события.                                | Завершить событие или вывести клиента из стрессогенного окружения. Помочь клиенту в принятии решений, планировании действий (например в устранении его из окружения). |
| Стадия 2. Проявление невыносимых переживаний: наплывы чувств и образов: парализующее избегание и оглушённость. | Снизить амплитуду состояний до уровня переносимых воспоминаний и переживаний. |
| Стадия 3. Застревание в неконтролируемом состоянии избегания и оглушённости.                                   | Помочь клиенту в повторном переживании травмы и её последствий, а также в установлении контроля над воспоминаниями. При появлении воспоминания оказывать помощь клиенту в структурировании и выражении переживания. При возрастающей доверительности отношений с клиентом обеспечить дальнейшую проработку травмы. |
| Стадия 4. Способность воспринимать и выдерживать воспоминания и переживания.                                   | Помочь клиенту переработать его ассоциации и связанные с ними когниции и эмоции, касающиеся Я-образа и образов других людей. Помочь клиенту установить связь между травмой и переживаниями угрозы, паттерном межличностных отношений, Я-образом и планами на будущее.                                              |
| Стадия 5. Способность к самостоятельной переработке мыслей и чувств.                                           | Проработать терапевтические отношения. Завершить психотерапию. |

### Выбор терапевтического подхода и определение целей терапии
В большинстве случаев основной задачей терапии является устранение симптомов ПТСР. Однако иногда следует в первую очередь обратить внимание на симптомы и поведение, связанные с коморбидными расстройствами (например, аддикциями или суицидальными проблемами). Иногда необходимо работать над стрессом, связанным с проблемами настоящего момента, которые могут вызвать дальнейшее ухудшение состояния пациента или не дают возможности начать терапию. В некоторых случаях в терапевтический процесс должны быть включены члены семьи и значимые люди, если проблемы взаимоотношения с ними неблагоприятно воздействуют на проявление симптомов ПТСР.
Выбор типа терапии лечения должен осуществляться с учётом потребностей пациента, а также его возможностей и предпочтений. Необходимо также принять во внимание потенциальные трудности и побочные эффекты.лечения.
При ПТСР часто применяется сочетание разных терапевтических методов. Это связано со сложностью феномена ПТСР как расстройства, которое проявляется одновременно на психологическом, биологическом и социальном уровнях.
Терапевтический подход зависит от степени тяжести ПТСР:
1. ПТСР без осложнений. При этом типе ПТСР хорошие результаты даёт фармакотерапия, нацеленная на симптомы ПТСР, и многие виды краткосрочной психотерапии с фокусом на травме.
2. ПТСР, сопровождаемое коморбидными расстройствами преходящего характера (аддикции, тревожное расстройство, депрессия), которое встречается чаще, чем предыдущий вариант. В некоторых случаях коморбидные расстройства становятся более важной проблемой пациента, чем ПТСР. Терапия ПТСР должна быть одновременно направлена на лечение коморбидного расстройства.
3. «Посттравматическое личностное расстройство» (например, пограничное расстройство личности, соматофорное расстройство и диссоциативное расстройство), которое часто возникает в результате пролонгированных психологических травм в детстве (например, сексуального насилия). Этот тип ПТСР часто сопровождается проблемами в поведении (импульсивность, гнев, доходящий до бешенства, агрессия и аутоагрессия, проблемы сексуального поведения, расстройства пищевого поведения), эмоциональной неустойчивостью, эмоциональным оскудением, депрессией, паническими расстройствами, когнитивными проблемами (например, амнезией или фрагментацией воспоминаний). Часто наблюдается диссоциация. Этот тип ПТСР требует длительной терапии, включающей развитие навыков контроля эмоций и навыков общения (особенно в области семейных отношений), лечение аддикций, развитие навыков, необходимых для трудоустройства. В ходе терапии необходимо создать у пациента чувство безопасности прежде, чем терапевт сможет перейти к работе над травмой[25].

В частности, могут использоваться следующие терапевтические подходы:

### Когнитивно-поведенческая психотерапия ПТСР
В настоящее время когнитивно-поведенческая терапия считается одним из наиболее эффективных методов для лечения ПТСР. В частности, этот подход включён в «Руководство по лечению посттравматического стрессового расстройства» Американской психиатрической ассоциации. В рамках когнитивной психотерапии пациента обучают техникам снижения тревожности и избавления от повторяющихся ведущих к дистрессу образов. Большую роль при когнитивной терапии играет также выявление и изменение того значения, которое пациент придаёт психотравмирующему событию. В этом подходе проводится работа с негативными убеждениями и неэффективными копинг-стратегиями пациента, которые поддерживают симптомы ПТСР. Терапия включает следующие этапы:
1. Тщательная диагностика. Особое внимание уделяется наличию аддикций и предшествующих травм в анамнезе. Оценивается тяжесть симптомов и эффективность социальной поддержки пациента. Затем выявляются основные когнитивные темы, с которыми будет работать терапевт. Для этого пациент мысленно возвращается к событию и пытаться выявить самые тяжёлые моменты в момент травмы и в период после травмы. Затем психотерапевт выясняет, каким смыслом наделяет эти воспоминания пострадавший. Это позволяет выявить дисфункциональные оценки негативных последствий травмы, а также представления пострадавшего о своих симптомах, о своём будущем и о поведении других людей. При отсроченном начале ПТСР необходимо установить события, которые изменили в худшую сторону первоначальное восприятие травмы и её последствий. Для диагностики дисфункциональных стратегий копинга задают вопрос о том, как пациент пытается справиться с проблемой и с наплывами воспоминаний, чего он избегает и что, по его мнению, случится, если он позволит возникнуть воспоминаниям о событии и эмоциям по этому поводу. Затем выясняется, на каких мыслях фиксируется пациент. Также терапевт проверяет, есть ли у пациента нарушения в воспоминаниях о событии (провалы в памяти, спутанность последовательности эпизодов), есть ли у пациента ощущение, что травма происходит с ним «здесь и теперь», содержат ли его воспоминания большое количество сенсорных и моторных компонентов[28].
2. Этап информирования. Пациенту объясняется природа травматических симптомов. Затем ему объясняют, что в ходе терапии будет происходить постепенное погружение в посттравматические воспоминания. Это поможет пациенту осознать, что он способен выносить наплыв пугающих мыслей и образов. В случае избегания будет найден более эффективный способ справляться с переживаниями. Пациенту также объясняется важность возврата к привычным занятиям[29].
3. Когнитивное переструктурирование. Пациент должен регистрировать возникающие у него негативные мысли, связанные с травмой. Терапевт помогает подвергнуть сомнению убеждения, лежащие в основе этих мыслей[30]. Например, при ПТСР часто существует группа убеждений, снижающих самооценку и уверенность в себе (такие как навязчивые мысли человека о том, что он неправильно вёл себя в момент события или непосредственно после него). К этой группе убеждений также относится самоосуждение по поводу своей неспособности вернуться «к нормальному состоянию» после пережитой психологической травмы. В этом случае терапевт объясняет пациенту причины, по которым его эмоциональные реакции являются нормальными в данной ситуации. Кроме того, терапевт указывает на ошибки мышления, которые поддерживают негативные убеждения, такие как, например, ретроспективное искажение — в этом случае после травмы, ретроспективно, пациент получает всю информацию о событии, и благодаря этому знанию он осознаёт, что его действия в момент события не были правильными. В силу механизма ретроспективного искажения, он не осознаёт, что в момент события он не располагал этой информацией; при этом ему необходимо было действовать быстро, находясь под воздействием сильных эмоций. По этой причине он не имел возможности принять правильные решения. В частности, он мог переоценить степень опасности, а затем ретроспективно осуждать себя за пережитый страх или за агрессивное поведение с целью самозащиты. В случае же недооценки реальной степени опасности пациент осуждает себя за неосторожность или пассивность. Терапевт позволяет пациенту осознать, что его решения, возможно, были оптимальными, исходя из информации, которой он располагал в момент события. [31]

#### Методы систематической десенсибилизации
Этот метод является частью когнитивно-поведенческой терапии. Он включает в себя:

##### Пролонгированное погружение в воображении
Данная методика помогает пациенту поверить, что он способен вынести эмоции, связанные с травмой. Например, терапевт просит пациента медленно читать вслух рассказ о своей травме, концентрируя внимание на каждой детали. В качестве домашнего задания можно рекомендовать ежедневно читать описание события в течение 30 минут. Иногда также используется метод «переписывания сценария», где пациент создаёт новый образ себя и новый финал. 

##### Погружение in vivo
После того, как погружение в воображении перестаёт вызывать тревожность, пациента поощряют постепенно начинать в реальной жизни делать то, что вызывает у него сильный страх и избегание. По мере уменьшения тревоги, пациента просят перестать использовать приёмы «безопасного поведения». После каждого сеанса погружения обсуждается сходство и различия между новыми и старыми впечатлениями. Это помогает пациенту отличить безвредные стимулы, имевшие место в момент события, от реальных сигналов опасности. Постепенно травматическая реакция на эти безвредные стимулы угасает. 

##### Погружение с использованием виртуальной реальности
В методике Virtual reality graded exposure therapy (VRGET) с помощью компьютерной программы создаётся виртуальное подобие пугающей ситуации. Терапевтические сессии проводятся с участием терапевта. Он выбирает сценарий в соответствии с уровнем негативных эмоций, которые пациент способен переносить в данный момент. Метод уменьшает симптомы ПТСР и даёт хорошие результаты у пациентов, которым не помогли вышеописанные методы погружения. В частности, уменьшается чувство страха и степень возбуждения нервной системы при контакте с пугающей ситуацией. 

#### Диалектическая поведенческая терапия
Эта методика была создана изначально для лечения пограничного расстройства личности, но в настоящее время разработан её вариант для лечения ПТСР, поскольку оба эти расстройства объединяют трудности с контролем эмоций и проблемы в отношениях с людьми. Исследования показали эффективность метода.

#### Стресс-прививочная терапия
Данный метод изначально был разработан для уменьшения симптомов тревожного расстройства, но он показал хорошие результаты при терапии ПТСР. В него входят приёмы релаксации, техника «остановка мысли» и метод погружения в ситуации, вызывающие страх.

#### Терапия принятия и последовательности
Этот метод относится к одной из разновидностей когнитивно-поведенческой терапии. В данном подходе пациенту в первую очередь предлагают осознать, что его попытки избежать негативных мыслей и эмоций по поводу травмы лишь усиливают проявления симптомов ПТСР и не дают ему сфокусироваться на настоящем моменте. Вместо избегания рекомендуется осознание и принятие своих переживаний.

#### Рескриптинг образов
Одним из методов терапии ПТСР является перезаписывание (рескриптинг) образов в памяти: терапевт помогает пациенту вообразить заново свои травматические воспоминания таким образом, чтобы дать ему контроль над ситуацией и создать новый её результат. Например, взрослым пациентам с детской травмой предлагается представить свою травму с точки зрения взрослого, спасающего и защищающего уязвимого ребёнка.

### Десенсибилизация и переработка движением глаз
Одним из психотерапевтических методов лечения ПТСР является метод десенсибилизации и переработки движением глаз (ДПДГ). Многочисленные научные исследования доказывают эффективность этого метода. По данным метаанализов, ДПДГ не менее эффективен, чем лучшие из других существующих методов лечения ПТСР, но при этом, по-видимому, лучше всего переносится и действует очень быстро. При применении ДПДГ терапевт сначала вызывает у пациента травматическое воспоминание со всеми его составляющими — эмоциональной, визуальной, когнитивной и физической (ощущения тела) — и затем стимулирует информационно-перерабатывающую систему, обеспечивающую самоисцеление в психотравматических ситуациях, которая прежде не сумела переработать этот болезненный след.
К числу преимуществ метода относится следующие особенности этой техники:
- пациент может не рассказывать о травматическом событии если по каким-то причинам он не хочет этого делать;
- терапевт может работать с пациентом без хорошего знания языка, на котором говорит пациент;
- терапевту нет необходимости предварительно устанавливать доверительные отношения с пациентом.[39]

### Гипнотерапия
В период между концом XIX века и серединой XX века, гипноз был основным методом лечения ПТСР,, но на данный момент не было проведено большого количества научных исследований его эффективности. Однако например исследование, проведённое в 2008 году в Израиле на ветеранах боевых действий показало значительное улучшение симптомов при применении гипнотерапии, по сравнению с использованием золпидема в контрольной группе (особенно в отношении улучшения сна, уменьшения симптомов депрессии и улучшения концентрации внимания); при этом эффект гипнотерапии сохранялся как минимум в течение месяца после её применения.
Преимуществом применения гипноза для терапии ПТСР является то, что он может применяться, например, при черепно-мозговых травмах, когда другие терапевтические подходы неэффективны из-за утомляемости пациента, а также проблем с памятью и концентрацией внимания.. Эффект часто достигается быстрее, чем при использовании когнитивно-поведенческой терапии.
Отмечено также, что при ПТСР гипнабельность (то есть восприимчивость к гипнозу) повышена. Это более характерно для индивидов, перенёсших неоднократную травму. Видимо дело в том, что в этом случае возникает симптом диссоциации, то есть изменённого состояния сознания, сходного с гипнотическим трансом (см. Трансовое расстройство). Предполагается, что иногда при ПТСР индивид сознательно пользуется диссоциацией для защиты от тяжёлых переживаний. Эта развившаяся в результате травмы способность к трансовой диссоциации может использоваться в гипнотерапии целенаправленно. Важно также то, что при ПТСР воспоминание о травмирующей ситуации останется заблокированным в миндалевидном теле мозга без указания, где, когда и почему событие имело место (см. Механизм формирования травматических воспоминаний при ПТСР). Эта особенность ПТСР может быть полезной при применении техник гипноза и самогипноза, поскольку миндалевидное тело неспособно отличить реальную ситуацию от воображаемой. Таким образом, если пациент воображает себя в приятной или безопасной ситуации, тревожная активность миндалевидного тела снижается, и это может содействовать выздоровлению.
В гипнотерапии часто используется следующая схема:
Первый этап: стабилизация состояния пациента, уменьшение интенсивности симптомов, повышение самоконтроля над симптомами. На этом этапе гипноз используется для релаксации, чтобы пациент стал способен ощущать состояние покоя и безопасности, а также с помощью самогипноза сохранять это состояние в своей повседневной жизни. Гипнотические внушения могут быть направлены на такие симптомы ПТСР, как например, беспокойство, физическая боль, нарушения сна. Может использоваться техника «Безопасное место» (научиться воображать себя в месте, которое ассоциируется с состоянием расслабленности и спокойствия) и техники для «усиления Эго».
Второй этап: обращение к травматическим воспоминаниям (в частности, иногда используется техника возрастной регрессии). Переход к этому этапу производится после того, как были установлены доверительные отношения с пациентом и когда у пациента созданы достаточные личностные ресурсы чтобы быть способным чувствовать себя в безопасности и суметь справиться с эмоциями, связанными с воспоминаниями. Целью этого этапа является проработка и интеграция всех аспектов травматического опыта (ощущения, мысли, эмоции) в безопасном контексте. Можно предложить пациенту проецировать травматические образы, ощущения и мысли на воображаемый экран (например, на экран телевизора или компьютера, на поверхность спокойного озера, зеркала или голубого неба). Эта техника помогает отделить воспоминаний от физически болезненных ощущений. Пациенту также можно внушить, что он может контролировать то, что происходит на воображаемом экране (менять цвета, громкость звука, скорость движения).. Можно также предложить пациенту вообразить травматическое событие на левой стороне экрана, а справа поместить изображение того, что он сделал, чтобы совладать с ситуацией, защитить себя или кого-либо другого (Это помогает пациенту осознать, что беспомощность и унижение были лишь одним из многих аспектов события). Также гипнотерапевт может использовать следующие техники:
- вызвать абреакцию, которая может дать выход избытку сдерживаемых негативных эмоций, которые не были выражены в момент травмирующего события[42]. При использовании абреакции важно привнести в переживаемый травматический опыт дополнительные позитивные рессурсы, поддержку и новое понимание опыта. Благодаря этому травма в значительной степени нейтрализуется, а пациент получает возможность переосмыслить события прошлого без излишней эмоциональной вовлечённости и более конструктивно.[5]
- использовать вышеописанный метод пролонгированного погружения в воображении, но пациент делает это в состоянии гипнотического транса;
- помочь пациенту вообразить иное, менее травматичное завершение события.[42]

Эффект этих методов связан с так называемым эффектом Зейгарник: действие, которое не было завершено в прошлом, занимает больший объём в памяти и продолжает беспокоить разум. Возможность завершить действие, даже в воображении, имеет позитивный терапевтический эффект. 
Третий этап: создание способности к саморазвитию, а не застыванию в травматических переживаниях. Индивид становится способен сам корректировать своё состояние при помощи самогипноза. Некоторые техники, такие, как временная прогрессия, могут помочь избавиться от чувства беспомощности перед будущим, установить реалистичные цели на будущее.

### Терапия субличностей
Обращение к cубличностям психики полезно при наличии внутреннего конфликта у человека, пережившего психологическую травму. В этом случае отдельные части психики могут иметь разное восприятие события или разные установки и цели. Например, одна субличность воплощает желание наказать агрессора, другая — страх проявить гнев, а третья — стыд и принятие вины на себя. Также некоторые субличности стремятся выразить свои негативные эмоции, а другие субличности запрещают их выражение и даже иногда не позволяют этим переживаниям подняться до уровня сознания. Также при ПТСР может возникнуть третичная диссоциация, при которой каждая из субличностей хранит часть информации о травмирующем опыте. Работа с субличностями позволяет пациенту восстановить целостность своей психики.
К методам этого типа относятся, например:
«Система внутренней семьи»
«Терапия Я-состояний». Целью метода является уменьшение жёсткости границ между разными Я-состояниями для того, чтобы они смогли сотрудничать для блага пациента. Такой подход особенно показан для пациентов, переживших тяжёлую травму (физическое или сексуальное насилие, ранняя материнская депривация), а также для пациентов, страдающих аддикциями и расстройствами пищевого поведения (анорексия, булимия). Этот метод использует погружение в состояние гипнотического транса. Затем терапевт устанавливает диалог с различными Я-состояниями. Используется так называемая модель SARI
- Этап 1 — Security and Stabilisation: стабилизация и достижение состояния безопасности путём усиления Эго пациента;
- Этап 2 — Access: доступ к психологической травме;
- Этап 3 — Resolution: разрешение внутреннего конфликта и ре-ассоциация (процесс, противоположный травматической диссоциации)
- Этап 4 — Integration: интеграция субличностей в Эго и интеграция новой идентичности.[54]

### Методы биологической и нейрологической обратной связи
Методы биологической и нейрологической обратной связи заключаются в том, что информация о состоянии и изменении физиологических процессов или мозговой активности пациента считывается с помощью электродов. Затем эта активность отображается на экране компьютера в режиме реального времени, в графической форме или в виде мультимедийного игрового интерфейса. Это обеспечивает пациенту обратную связь о функционировании его мозга и позволяет ему научиться ею управлять.

##### Биологическая обратная связь
Хорошие результаты даёт метод биологической обратной связи для улучшения вариабельности сердечного ритма (см. Biofeedback).

##### Нейрологическая обратная связь
Метод нейрологической обратной связи использует измерение активности головного мозга. Для лечения ПТСР могут применяться различные протоколы нейрологической обратной связи, в зависимости от наблюдаемых симптомов и результатов электроэнцефалографического исследования мозга. Например:
- При ПТСР часто наблюдается повышенная активность в правой височной доле, что связано с состоянием хронического гипервозбуждения. Тренировка уменьшения активности этой зоны улучшает ясность мышления и уменьшает стрессогенность внешних стимулов.
- У некоторые пациентов с ПТСР гиперактивность мозга проявляется, если они закрывают глаза. Невозможность видеть то, что происходит вокруг, приводит их в состояние, близкое к панике. В этом случае метод нейрологической обратной связи используется для выработки более спокойного состояния при закрытии глаз.
- Иногда наблюдается реакция страха на звуки или свет; можно предположить, что таламус пациента потерял способность отфильтровывать малозначительные внешние стимулы. В этом случае нейрологическая обратная связь может помочь улучшить функционирование таламуса.
- наконец, иногда используется протокол «альфа-тета», который усиливает, в альтернативном режиме, активность волн альфа и тета. При усилении этой активности появляется состояние общей релаксации, сознание концентрируется на внутренних образах, с образованием новых ассоциативных связей между этими образами. Таким образом, пациент с ПТСР может воссоздать травматический контекст, пребывая при этом в спокойном расслабленном состоянии. Благодаря этому, травматические образы перестают вызывать страх. Одновременно с этим нейтральные элементы контекста травматической ситуации, которые ранее ассоциировались с травмой, теперь видятся в более широкой перспективе, и перестают быть триггерами посттравматических симптомов (например, вспышка света, ранее вызывавшая воспоминание о взрыве, теперь воспринимается просто как вспышка света).[56]

### Релаксация
Люди, пережившие психологические травмы, часто страдают от постоянного нервного напряжения. Это может вызвать состояние сверхбдительности, раздражительность, проблемы со сном, что в свою очередь приводит к утомляемости и усиливает тревожно-депрессивные симптомы. В этом случае терапия на уровне сознания недостаточна, и полезными могут оказаться техники релаксации. Эти техники не только улучшают состояние пациента, но и позволяют ему преодолеть ощущение беспомощности по поводу своих симптомов: пациент осознаёт, что он способен совладать со своим тревожным состоянием.
Использование техник релаксации полезно также в начале сеанса психотерапии. Они позволяют пациенту легче переносить неприятные мысли и эмоции (страх, печаль, чувство беспомощности), не прибегая к их вытеснению. Благодаря этому пациент легче осознаёт свои тревожные мысли и своё эмоциональное состояние и может работать над ними во время психотерапевтического сеанса.
При ПТСР обучение релаксации связано иногда с определёнными трудностями. Постоянно подсознательно опасаясь снова попасть в травматическую ситуацию, пациент боится расслабить мышцы и снизить контроль сознания. Состояние мышечной расслабленности может подсознательно ассоциироваться с большей уязвимостью. Иногда пациенту страшно закрыть глаза. Важно также иметь в виду, что иногда пациент может воспринимать обучение релаксации как нечто, в чём он обязан достичь успеха, причём быстро. Это может увеличить его тревожность и состояние стресса. Однако преодоление этих трудностей может иметь важный терапевтический эффект: пациент убеждается, что он может эффективно контролировать своё состояние, и что состояние релаксации не делает его более уязвимым.

#### Релаксация с помощью дыхательных техник

##### Абдоминальное дыхание
Абдоминальное дыхание, также называемое диафрагмальным дыханием, имеет своей целью преодоление состояния гипервентиляции и её последствий. Дело в том, что в состоянии стресса или при воздействии триггера дыхание пациента становится более частым и поверхностным. Это необходимо для того, чтобы сердце и мышцы получили большее количество кислорода для осуществления инстинктивной защитной реакции «бей или беги». Но в большинстве случаев человек остаётся пассивным, организм не может израсходовать избыток кислорода, возникает дисбаланс между концентрацией кислорода и углекислого газа в крови. Этот дисбаланс приводит к большому количеству неприятных симптомов : сердцебиению, ощущению удушья, головокружению, страху потерять сознание, нарушениям зрения, и т. д. Подобное состояние вызывает ещё больший страх у пациента. Абдоминальное дыхание делает дыхательный ритм более медленным, восстанавливается равновесие между концентрацией кислорода и углекислого газа в крови, уменьшается частота сердечных сокращений, возникает общее ощущение покоя.
Абдоминальное дыхание также воздействует на блуждающий нерв. При абдоминальном вдохе диафрагма опускается и слегка сжимает органы, находящиеся в брюшной полости. Ветви блуждающего нерва проходят между этими органами; давление на них активирует блуждающий нерв, что приводит к снижению активности симпатической нервной системы, повышению активности парасимпатической нервной системы, и, как следствие, к состоянию расслабления, покоя и снижению реакции на стрессоры
При использовании техники не следует надувать живот, необходимо просто расслабить мышцы живота, позволить дыханию стать более глубоким и сконцентрировать внимание на ощущениях при вдохе и выдохе. Важно объяснить пациенту, что эта техника не гарантирует исчезновения тревожности, но она помогает легче переносить состояние тревоги и не позволяет страху стать ещё более сильным.
Техника требует времени для освоения поскольку в начале, даже умея дышать таким способом, пациент невольно возвращается к поверхностному дыханию, когда у него возникает чувство страха. В процессе терапии обычно сначала пациент обучается абдоминальному дыханию в спокойной обстановке. По мере овладения техникой он постепенно начинает использовать её в ситуациях, которые вызывают у него тревожность.

##### Техника контроля дыхания
Эта техника основана на идее, что фаза выдоха вызывает состояние релаксации организма. Пациента обучают дышать медленно, не вдыхая большого количества воздуха, удлиняя время выдоха и делая паузу на счёт 4 после каждого выдоха. Во время выдоха можно медленно произносить, например, слово «расслабление». Эта техника, в частности, полезна для жертв сексуального насилия, у которых вызывает тревожность концентрация внимания на ощущениях в нижней части живота (что является частью вышеописанной техники абдоминального дыхания).

#### Прогрессивная мышечная релаксация
В данном методе пациент обучается напрягать, а затем расслаблять различные группы мышц. Метод основан на том, что после периода сильного напряжения любая мышца автоматически глубоко расслабляется. Важно объяснить пациенту, что расслабление мышцы не должно производиться медленно и постепенно. Расслабляя мышцу, он должен вообразить, что он перерезает верёвку, приводящую в движение марионетку, и напряжение в мышце мгновенно исчезает. Также важно, работая с одной группой мышц, оставлять расслабленными все остальные группы мышц (мышцы тела имеют естественную тенденцию напрягаться, когда напрягается одна из мышц). Эту технику можно дополнить вышеописанными дыхательными упражнениями: во время фазы расслабления мышцы пациент может использовать метод абдоминального дыхания. Это усиливает состояние релаксации и создаёт условный рефлекс между глубоким дыханием и мышечным расслаблением. Таким образом, в дальнейшем использование абдоминального дыхания будет вызывать расслабление мышц.
Часто терапевт записывает инструкции в аудио-формате и просит пациента использовать эту запись для ежедневного обучения релаксации дома. Преимуществами данного метода являются:
- систематичность
- наличие чёткой программы
- простота в освоении. [64]

Кроме того, часто при посттравматическом расстройстве пациенту трудно расслабиться, слушая аудиозаписи релаксации с использованием воображения (например, «представьте себе шум волн моря»). В этом случае сознание становится «плавающим», и велика вероятность спонтанного возникновения травматических воспоминаний. При использовании метода прогрессивной релаксации пациент должен слушать чёткие инструкции и выполнять определённые команды, что уменьшает возможность думать на иные темы.

#### Аутогенная тренировка
Данный метод помогает снять эмоциональное напряжение и связанные с ним раздражительность и тревожность, улучшает качество сна. ПТСР часто сопровождается соматическими симптомами, и аутогенная тренировка может принести существенную пользу, например, для снятия боли и неприятных ощущений в теле, нормализации сердечного ритма и дыхания. Активизационные упражнения аутогенной тренировки могут уменьшить избегание стимулов, связанных с травмой, улучшить концентрацию внимания, устранить чувство подавленности, безнадёжности, бесполезности, ощущение снижения энергетики, отсутствие интереса к чему-либо, отсутствие мотивации.

### Техники медитации
Практика медитации уменьшает состояние чрезмерного нервного возбуждения, характерного для ПТСР. Благодаря этому уменьшаются симптомы интрузий, избегания, гнева и депрессии, одновременно увеличивая самоуважение, энергичность и способность к расслаблению, а также повышая болевой порог. Достоинством данного метода является простота обучения и возможность применения в групповой терапии. По данным исследований, Психопатологические репереживания (флешбэки) и состояние внутреннего оцепенения, характерные для ПТСР, при медитации хуже поддаются улучшению, чем прочие симптомы ПТСР. Кроме того, есть риск того, что репереживание травмы появится в процессе медитации. По этой причине рекомендуется ограничивать время медитации 3-6 минутами и проводить её под наблюдением терапевта.

#### Медитация осознанности
Медитация осознанности заключается в наблюдении за тем, что происходит здесь и сейчас, в том числе за собственными эмоциями и ощущениями. При этом медитирующий воздерживается от каких-либо суждений по поводу наблюдаемого. Эта техника имеет восточное происхождение. Начиная с 80-х годов XX века, на Западе она все чаще используется в психотерапии. Ежедневная практика осознанности постепенно увеличивает способность индивида сознательно контролировать свой фокус внимания на безопасной обстановке в данный момент, благодаря чему он обращает меньше внимания на воспоминания о травме и его меньше беспокоят стимулы, ранее являвшиеся триггерами, вызывавшими симптомы ПТСР.
По данным исследований, по мере овладения навыками концентрации внимания на том, что происходит «здесь и сейчас», у пациента уменьшаются многие симптомы ПТСР, такие, как, например, тревожность и навязчивые мысли. Способность наблюдать свои ощущения и эмоции, оставаясь при этом в нейтральном спокойном состоянии, снижает интенсивность негативных эмоций (например, стыда), диссоциативных симптомов и реакций мобилизации длязащиты от воображаемой угрозы. По мере того, как пациент осознаёт, что он может спокойно переживать свои негативные эмоции и ощущения, у него снижается необходимость в стратегиях совладания и избегающем поведении. Наконец, уменьшается диссоциативная фрагментация личности индивида, усиливается чувство личностной целостности и идентичности.
Исследования показали, что при ПТСР часто наблюдается либо недостаточный, либо чрезмерный контроль над проявлением эмоций (оба процесса могут сосуществовать параллельно у пациента с ПТСР). Практика медитации осознанности увеличивает активность префронтальной коры головного мозга в момент появления в сознании негативных образов, связанных с травмой (кора головного мозга, в частности, участвует в сознательном и адаптативном контролировании эмоций). Параллельно уменьшается активность лимбической системы (например, миндалевидного тела), ответственных за неконтролируемые эмоциональные реакции. Увеличивается островковая доля мозга, что, в частности, уменьшает симптомы алекситимии и улучшает способность пациента понимать своё эмоциональное состояние. Эта способность часто снижена при ПТСР, и она часто проявляется параллельно с тенденцией чрезмерно контролировать свои эмоции. Таким образом, практика осознанности позволяет контролировать свои эмоции оптимальным и адаптативным способом.
Несмотря на хорошие результаты, данная техника требует осторожности при использовании, так как концентрация внимания на своих эмоциях и ощущениях может привести к дестабилизации или ретравматизации некоторых пациентов, у которых легко возникают воспоминания о травме, а также наблюдается большое количество флэшбэков и навязчивых мыслей. Метод также может быть труден в освоении для пациентов, не обладающих достаточными навыками контроля негативных эмоций и способностью переживать эти эмоции. Наконец, внимание к своим телесным ощущениям может вызвать симптомы диссоциации у жертв сексуального насилия.

#### Медитация сострадания и самосострадания
Целью этой медитации является желание чтобы сам медитирующий и другие люди были избавлены от страдания. Медитация состоит из трёх элементов:
- сострадание и стремление понять себя вместо самокритики;
- восприятие своего личного опыта как части общечеловеческого опыта, что уменьшает чувство отверженности.[71] Посттравматические симптомы также воспринимаются как нормальные для человека, и по этой причине они перестают быть причиной для стыда;[70]
- осознанность (восприятие своих неприятных мыслей и эмоций с позиции наблюдения и не-суждения, вместо самоидентификации с ними.[71]

При этом фокус внимания переносится с проблем на ощущение безопасности в данный момент.
Эта техника медитации уменьшает характерные для ПТСР чувства стыда, страха и гнева, а также депрессию, дисфорию и агедонию. Становятся более интенсивными позитивные чувства, такие как принятие себя, надежда, мотивация, ощущение смысла жизни и удовлетворение качеством жизни. Улучшаются отношения с людьми, стрессоустойчивость и способность к личностному росту. По данным исследований, при использовании этой техники активируются зоны мозга, ответственные за положительные эмоции и эмпатию, и улучшается их связь с корой левого полушария мозга. Увеличивается уровень окситоцина и эндорфинов, с которыми связаны позитивные эмоции и ощущение безопасности.

### Психодинамическая терапия
Психодинамический подход направлен на разрешение конфликта, возникшего из-за несоответствия картины мира и ценностей пациента реальности травмирующей ситуации. Терапевтическая коррекция заключается в исследовании этих конфликтов и в переводе заключённой в них разрушительной энергии в созидательную. В частности, производится выведение подсознательных конфликтов на уровень подсознания и их эмоциональное отреагирование. Для этого используются в том числе проективные методики. Терапия направлена также на восстановление целостности «Я», развитие самоуважения, самообладания и чувства личностной ответственности.
Одним из базовых постулатов этого метода является идея Зимгунда Фрейда о том, что психологическая травма вызывает у индивида потребность в вытеснении страдания в подсознание, с использованием разнообразных психологических защит. Это приводит к появлению симптомов избегания и искажениям в воспоминаниях о травме. К тому же эти психологические защиты блокируют способность Эго к преодолению последствий травмы и могут привести к разнообразным отклонениям в поведении. . Фрейд также выдвинул гипотезу, что стремление индивида избежать неприятных переживаний приводит к желанию аннулировать любую вредную стимуляцию, как внешнюю, так и внутреннюю, даже если это означает отказ от самой жизни (влечение к смерти или мортидо).
В настоящее время классический психоанализ Фрейда используется редко, поскольку этот процесс является длительным (до нескольких лет). Современные психодинамические методы обычно не так затратны в плане времени. К тому же в них не используются идеи Фрейда по поводу сексуальности. При ПТСР в большинстве случаев терапевт и клиент проводят работу над укреплением Эго для того, чтобы клиент постепенно обрёл способность интегрировать травматический опыт. Под возрастанием силы Эго понимается внутриличностное единство и способность справляться со стрессом. Также психодинамическая психотерапия имеет целью улучшение понимания самого себя. В процессе терапии активируются нормальные механизмы адаптации, путём обращения к бессознательному и постепенно делая его процессы сознательными.
Показаниями к психодинамической психотерапии являются:
- сильное желание лучше понять себя;
- страдание, нарушающее жизнь пациента в такой степени, что он согласен выносить трудности лечения;
- способность не только переставать контролировать чувства и мысли, но и вновь обретать контроль и затем размышлять об этом опыте;
- толерантность к фрустрации;
- хороший интеллект;
- смелость и способность к озарению;
- достаточно хороший контроль над импульсами;
- способность создать прочные доверительные отношения с терапевтом;
- способность посмотреть на себя со стороны (она обозначается термином «наблюдающее Я»). Считается, что эта способность усиливается в процессе терапии и является одним из критериев готовности пациента к завершению терапии. Сочетание сильного наблюдающего Я и достаточного понимания себя даёт индивиду возможность поддерживать и даже улучшать состояние психического равновесия без помощи терапевта.

При отсутствии вышеперечисленных качеств, а также при эмоциональной нестабильности или в момент жизненного кризиса предпочтительно проводить психодинамическую психотерапию поддерживающего типа. В процессе поддерживающей психотерапии терапевт в целом более активен, он не столько интерпретирует, сколько поддерживает психические защиты пациента, объединяя их с теми стратегиями совладания, которые сам пациент считает полезными. Кроме того, терапевт укрепляет самоуважение пациента. Терапевт в меньшей степени стремиться к вскрытию бессознательных конфликтов, и в большей степени — к сохранению внутрипсихического равновесия пациента. Проблемы разрешаются в контексте настоящего момента, а не с помощью глубинного исследования личной истории и внутрипсихической структуры.
Существует также краткосрочная форма психодинамической психотерапии (12-20 сеансов). Показаниями к ней являются:
- проблема пациента является скорее фокальной, чем комплексной или глобальной;
- пациент хочет просто ослабить симптомы или улучшить какой-то аспект своей жизни, он не стремится к более глубокому пониманию своей личной истории, своих реакций, своих целей и возможностей.
- по различным причинам, в том числе финансового характера, пациент не может позволить себе долгосрочную терапию;
- пациент способен к быстроте мыслительных процессов и способности размышлять о себе в широком контексте
- пациент способен быстро формировать отношения высокого доверия в отношении терапевта.
- пациент имеет высокую способность выносить тягостные чувства.

В случае краткосрочной терапии необходимо, чтобы пациент и терапевт сразу пришли к соглашению по поводу цели терапевтической работы.
В психодинамической психотерапии ПТСР особенно большое значение имеет викарная травматизация терапевта, вынужденного выслушивать рассказы пациента о пережитой им травме. Кроме того, контрперенос (см. Перенос (психология)) на пациентов с ПТСР может быть глубоким и запутанным. Сильный контрперенос со стороны терапевта может оказаться относительным противопоказанием для начала или продолжения терапии. Поэтому при работе с пациентами этого типа особенно необходима работа терапевта над собой (адекватное обучение, непрерывная рефлексия, поддержка со стороны коллег, постоянная супервизия и личная психотерапия).
Ввиду специфики психодинамической терапии, большинство психодинамических исследований получают низкие показатели по классификации уровня достоверности. Кроме того, исследования проводятся в основном в отношении краткосрочной терапии, а не долгосрочной или поддерживающей терапии. Тем не менее, психодинамическая литература в значительной степени помогла лучшему пониманию психологического воздействия психической травмы.

### Гештальт-терапия
Обычно гештальт-терапия используется в форме групповой терапии, но при ПТСР более эффективен индивидуальный подход. Гештальт-терапия может применяться при следующих симптомах ПТСР:
- психосоматические расстройства;
- фобии и страхи;
- невротические расстройства;
- сексуальные расстройства психогенного характера;
- депрессивные проявления, суицидальные тенденции;
- нарушения сна (ночные кошмары);
- дезадаптирующие особенности личности (повышенная тревожность, агрессивность, раздражительность).

Целью терапевтической работы является снятие возникших из-за травмы блокировок и стимулирование процесса развития человека, благодаря созданию внутреннего источника опоры и оптимизации процессов саморегуляции. Много внимания уделяется повышению осознанности различных психологических установок и способов поведения и мышления, которые закрепились в прошлом. Терапевт помогает понять их значение и роль в настоящее время.
В гештальт-терапии одним из основных источников проблемы считается неспособность индивида завершить травматическую ситуацию на психологическом уровне. В результате индивид неспособен полноценно контактировать с окружающей средой и с самим собой. В гештальт-подходе рассматривается 5 основных механизмов прерывания контакта:
- Конфлюэнция — стирание контактов между собой и окружающим миром. Человек перестаёт осознавать самого себя. Наблюдается чрезмерное слияние себя с другими людьми; индивид неспособен отличать свои переживания от чужих. Например, для участников боевых действий характерно психологическое слияние с теми, кто также участвовал в боевых действиях. В этом случае терапевтическая работа нацелена на усиление способности индивида к психологической дифференциации.
- Ретрофлексия (обращение назад и на себя) — начиная контакт с окружающей средой, человек по каким-то причинам прерывает его и обращает действие на себя, делает себе то, что было предназначено окружающей среде. В частности, для ПТСР характерно наличие раздражительности и агрессивности. Если индивид не может выражать подобные чувства в приемлемой форме, то он может направлять негативные чувства на собственное тело. В результате может возникнуть хроническое мышечное напряжение, повышение артериального давления, язва желудка, боли в области сердца, затруднение дыхания и др. В гештальт-терапии используется следующая техника, состоящая из четырёх этапов:

1. Пациенту предлагается вообразить себя своей болезнью и говорить от её имени.
2. Выявляется активная нереализованная потребность, стоящей за болезненным ощущением, причём делается акцент на определённой полезности ощущения. Для этого задаются такие вопросы, как «Что ты можешь дать мне ценного и необходимого, без чего я не могу обойтись?»
3. Пациент выражает заблокированные чувства и потребности по направлению к личностному окружению.
4. Производится интеграция полученного опыта и включение его в систему целостной личности. Также обсуждается, какое послание может скрываться за симптомом и какими альтернативными путями оно может быть передано окружающим.

- Дефлексия — стремление избежать непосредственного контакта со средой, другими людьми, проблемами и ситуациями. Эта тенденция связана с симптомом избегания, имеющим место при ПТСР. В этом случае энергия индивида рассеивается, так как он неспособен применить её в нужный момент или сконцентрировать для того, чтобы совершить чётко направленное действие. В терапевтическом общении это может проявляться в форме ритуальности и условности поведения, общих фраз, болтливости, шутовства, избегания смотреть в глаза, пустых рассуждений вместо обсуждения негативных переживаний. В подобных случаях может быть использована так называемая импрессивная техника — прерывание пациента при избегании контакта или уходе в болтовню. Также существует противоположная, так называемая экспрессивная техника — терапевт отслеживает невербальные эмоциональные проявления пациента, связанные с избеганием контакта и уходом в бессодержательные разговоры. Затем пациенту предлагают усилить соответствующие позы, жесты и мимику. Таким образом пациент может выйти на новый уровень понимания своего состояния и осознать свою скрытую эмоцию.
- Проекция — индивид переносит на окружение или безличные факторы ответственность за явления, возникающие в самой личности,. Одновременно может наблюдаться опредмечивание себя («что-то толкнуло меня на это», «что-то заставило меня это сделать»). В частности, у лиц, страдающих у лиц, страдающих ПТСР, может присутствовать выраженная агрессия, которая может не только ретрофлексироваться на самого себя, но и проецироваться. В результате пациент может считать другого человека очень агрессивным, из-за неспособности осознать свою собственную агрессивность. В таком случае, если пациент говорит, что кто-то агрессивен, терапевт может попросить его несколько раз повторить: «Я сам агрессивен». Благодаря этому пациент сможет осознать свои настоящие чувства.
- Интроекция — механизм присваивания стандартов, норм, способов мышления, отношений к действиям, которые не ассимилируются, то есть не становятся собственными. В частности, это может привести к формированию интроекта «жертва», который характеризуется снятием с себя ответственности за то, что происходит с человеком и наделение окружающих этой ответственностью. Активность по улучшению своего состояния сводится до минимума. Индивид часто употребляет такие выражения, как «они должны мне…», «им следует…». В этом случае терапевт может использовать большое количество разнообразных техник, целью которых является усиление своего собственного «Я» и уменьшение чувства зависимости от внешних условий жизни.

Для лечения ПТСР также может быть использована классическая техника «двух стульев», которая заключается в проигрывании пациентом незаконченных травмирующих ситуаций. При этом пациент выступает в различных ролях, пересаживаясь на разные стулья. Например, это позволяет работать с кошмарными сновидениями, которые часто имеют место при ПТСР. В гештальт-терапии различные элементы сна рассматриваются как проекция отдельных частей личности человека, видящего сон. Сон рассматривается как послание, с которым спящий обращается к самому себе. Пациенту предлагается последовательно идентифицировать себя с разными элементами сна и присвоить обратно свои проекции. Важно воспроизвести сон со всех точек зрения, то есть побывать в роли каждого персонажа сна, включая и неодушевлённые предметы. Таким образом, пациент может прожить, осознать и интегрировать отвергаемые им части личности.

### Гуманистическая и экзистенциальная психотерапия
С точки зрения психологов этого направления, терапевты других школ (в частности, представители психодинамического подхода и когнитивно-поведенческой терапии) в первую очередь стремятся к тому, чтобы индивид стал способен контролировать посттравматические симптомы и нормально функционировать в повседневной жизни. При этом ими не уделяется достаточного внимания тем важным вопросам, которые люди склонны задавать себе после травмы (например: «Почему это случилось со мной?»), а также размышлениям человека о смерти, своей идентичности, чувству отчуждения в отношении людей и т. д., которые часто возникают после травматического опыта. В гуманистической и экзистенциальной терапии именно поиск, совместно с клиентом, ответов на эти вопросы имеет приоритетное значение. Терапевт также помогает клиенту найти в себе скрытые внутренние силы и стать способным быть самим собой — а не тем, кем он, с точки зрения его прежних убеждений, «должен» быть. Большое внимание уделяется духовным аспектам переживаний клиента, иногда в контексте его религиозных убеждений, поскольку травма часто бросает вызов именно этим аспектам в психической жизни человека.
В частности, будучи одним из направлений этого течения, логотерапия заключается в том, чтобы найти смысл в случившемся. Как только найден смысл, выздоровление может наступить очень быстро. Культуральные и религиозные взгляды (например, доктрина кармы или религиозного смысла страдания) тут играют важную роль.

### Нарративная терапия
Метод был создан в 1989-90 гг. В настоящее время он получает всё большее распространение, в том числе на постсоветском пространстве. Американская психологическая ассоциация условно рекомендует данный метод для терапии ПТСР, в особенности для лечения комплексных или множественных психологических травм. Метод может использоваться как индивидуально, так и в групповой терапии (в небольших группах) и обычно включает в себя от 4 до 10 сессий. Нарративная практика эффективно применяется в работе с людьми и сообществами, пережившими любого рода травму, например: в «горячих точках», с жертвами оккупации, геноцида, в лагерях беженцев и т. д. Также ведётся работа с маргинализованными группами населения, с заключёнными в тюрьмах или с людьми, для кого традиционная психотерапия является недоступной в силу культурных или религиозных особенностей.
Метод заключается в том, что терапевт предлагает клиенту записать хронологический рассказ о своей жизни, с акцентом на травмирующих событиях, но при этом упоминая и о положительных моментах. Необходимо детально описать свои эмоции, мысли, ощущения и физиологические реакции на события. При этом следует сохранять связь с настоящим моментом. Для этого используются постоянные напоминания о том, что эмоции и физиологические реакции связаны с конкретным местом и с конкретным моментом в прошлом. Записывается также то, что предпринял человек (например, какие-то способы поддержания бодрости духа, помощь другим, воспоминания о прошлом, которые помогли выжить и т. д.), как он использовал свои умения и навыки, как это было связано с его ценностями, откуда ценности пришли в его жизнь и как они на неё повлияли. В нарративном подходе это называется «двойным описанием», или «описанием с обеих сторон».
Во время завершающей сессии терапевт вручает клиенту написанную во время терапии автобиографию. Считается, что нарративный метод способствует упорядочиванию и привязке к контексту травматических воспоминаний. Известно, что при ПТСР травматические воспоминания фрагментированы и не интегрированы в автобиографическую память. В результате травматическое воспоминание не воспринимается как событие, имевшее место в прошлом и к нынешнему времени уже благополучно завершившееся(см. Механизм формирования травматических воспоминаний при посттравматическом стрессовом расстройстве). Нарративный метод позволяет трансформировать фрагментированные травматические воспоминания в связные автобиографические воспоминания и интегрировать их в свой жизненный опыт. Это также помогает клиенту понять влияние пережитых событий на свои паттерны поведения. Кроме того, укрепляется чувство личной идентичности, усиливается осознание своего человеческого достоинства и своих прав. В данном методе важно, чтобы терапевт проявлял способность к активному слушанию, состраданию и безусловно-позитивному восприятию в отношении клиента.
В нарративной терапии предполагается, что клиент является экспертом по собственному опыту и собственной жизни; он сам лучше знает, как следует описать то, что с ним происходит. Позиция терапевта — децентрированная, в центре находятся опыт и мнение клиента. Терапевт задаёт направляющие вопросы и несёт ответственность за то, чтобы терапия не приводила к ретравматизации клиента, а открывала возможности для нового понимания личного опыта. В нарративной практике нет понятия «сопротивление клиента», поскольку сопротивление может возникнуть лишь если терапевт пытается навязать клиенту определённое направление беседы. Если клиент не даёт ответа на вопрос терапевта, предполагается, что вопрос оказался за пределами зоны ближайшего развития (то есть за пределами пространства между известным и привычным и тем, что возможно осознать в данный момент). В таком случае терапевт переформулирует вопрос и использует методы для выстраивания «системы опор», позволяющих клиенту продвигаться вперёд без риска ретравматизации.
Также часто человек может ощущать стыд, вину или чувство неполноценности поскольку что-либо в его личности и поведении не вписывается в социальные стереотипы (см. Стыд и чувство вины при посттравматическом стрессовом расстройстве). Нарративный терапевт может помочь осознать эти стереотипы и понять их роль в поддержке негативных эмоций, а затем клиент может обратиться к альтернативным нормам, не доминирующим в данный момент в его культуре.
Важным приёмом метода является так называемая «экстернализация» (в буквальном смысле — «полагание вовне»), основанная на ключевой идее нарративного подхода: «Проблема не в человеке, проблема в проблеме». Дело в том, что если человек считает, что проблема — в нём, это добавляет к уже существующему страданию стыд и самообвинение. В нарративном подходе терапевт отделяет проблему от человека, представляя проблему как некую сущность, которая в рамках метафоры нарратива выполняет функцию противника по отношению к герою рассказа.
Один из наиболее специфичных для нарративной практики приёмов — проведение специальных церемоний признания самоопределения, где участники (желательно люди, объединённые с рассказчиком общим опытом) дают свидетельский отклик на историю рассказчика. Также принято, чтобы терапевт говорил клиенту, что он сам получает от работы с ним (например, терапевт подчёркивает, что разговор с клиентом помогает терапевту взглянуть на что-то по-новому). Для человека, пережившего травму, может быть очень ценным то, что его история оказала определённое влияние на жизнь других, что пережитое им было не зря, что оно оказалось для кого-то важным и полезным. В частности, это может содействовать так называемому посттравматическому личностному росту.
Метод может применяться и для детей, с использованием рисунков и игрушек.

### Групповая терапия
Групповая психотерапия — часто применяемый метод терапии ПТСР, часто параллельно с индивидуальной терапией. Существуют следующие типы таких групп:
- группы открытого типа для информирования клиентов;
- группы для структурирования травматических воспоминаний (работа «там и тогда»);
- группы, имеющие заданную структуру, для выработки навыков совладания с травмой (работа «здесь и теперь»).
- существуют также группы с когнитивно-поведенческим подходом, психоаналитические и психодраматические группы, группы самопомощи, анализа сновидений, арт-терапии, и т. д.

Преимущества группового подхода:
- повторное эмоциональное переживание травмы в безопасном пространстве, при поддержке группы (при этом терапевту не следует форсировать процесс);
- общение с людьми, имеющими сходный травматический опыт, что уменьшает чувство изоляции, отчуждённости или стыда;
- возможность наблюдать за тем, как другие переживают вспышки интенсивных аффектов при поддержке от терапевта и членов группы;
- возможность быть в роли того, кто помогает другим участникам (осуществляет поддержку, помогает вернуть уверенность в себе и чувство собственного достоинства), что позволяет преодолеть ощущение собственной неценности («мне есть что предложить другим»);
- уменьшение концентрации на своих негативных мыслях;
- приобретение опыта новых взаимоотношений.[77]

### Телесно-ориентированная психотерапия
Данный подход основан на том факте, что более тяжёлые симптомы ПТСР наблюдаются у людей, которые не могли активно действовать в момент события. Если человек вынужден быть пассивным, гормоны стресса не используются организмом для действия, и состояние «бей или беги» становится хроническим. В телесно-ориентированной терапии пациент становится способным совершить действия, которые он не мог совершить в момент травмы (например, нанести удар), что приводит к уменьшению посттравматических симптомов.
Кроме того, в момент травмы сознание отстраняется от ощущений тела (диссоциация), чтобы не испытывать боль и страх по поводу своей физической безопасности. Но часто в период после травмы состояние диссоциации сохраняется. Человек теряет способность быть спонтанным и чувствовать себя живым, испытывать удовольствие. При этом вытесненные телесные ощущения возвращаются в форме невротических симптомов (тревожность, мышечные зажимы, головные боли, психосоматические болезни). При тяжёлых формах ПТСР могут появиться симптомы дереализации и деперсонализации. Существует большое количество методов телесно-ориентированной терапии для восстановления связи сознания с телом и снятия хронического мышечного напряжения. К ним относятся, например:
- «соматическое чувствование»[англ.] Питера Левина. В этом методе восстанавливается способность полноценно испытывать телесные ощущения, для этого развивается устойчивость к телесным ощущениям, связанным с тревогой и травматическим опытом;
- метод Фельденкрайза, улучшающий способность к телесной осознанности;
- «упражнения, освобождающие травму» (Tension, Stress and Trauma Release) Дэвида Берсели — метод самопомощи, направленный на снятие мышечных напряжений, связанных с травматическим опытом[84];
- сенсоримоторная психотерапия[англ.]) Пэт Огден [83].

По данным исследований, телесно-ориентированный подход даёт улучшения в отношении навязчивых воспоминаний о травматическом событии, избегания, эмоционального возбуждения, тревожности, депрессивных симптомов и гнева. Также отмечается улучшение стрессоустойчивости.

### Арт-терапия
Арт-терапия начала применяться в годы Второй мировой войны и в послевоенный период для восстановительного лечения военнослужащих в США и Великобритании. Выяснилось, что занятия изобразительным творчеством в художественных мастерских (арт-ателье) благотворно сказывается на физическом и эмоциональном состоянии пациентов. В последние десятилетия арт-терапия применяется все более активно с разными группами пациентов. Основным ограничением в применении метода является недостаток квалифицированных арт-терапевтов.
При лечении ПТСР могут применяться все виды арт-терапии искусством как по отдельности, так и в сочетании друг с другом (в этом случае метод называется экспрессивной полимодальной или интермодальной арт-терапией).
Этот метод может применяться как при индивидуальной, так и при групповой терапии, а также семейной терапии. Методы арт-терапии могут быть использованы как дополнительный метод в когнитивно-поведенческой, психодинамической и прочих видах терапии.
Терапия искусством включена в перечень психотерапевтических методов, официально разрешённых к применению с целью лечения врачами-психотерапевтами. Согласно международному определению (European Consortium for Arts Therapies Education), под арт-терапией (arts therapies) понимается группа лечебных и коррекционных методов экспрессивных модальностей (визуальных искусств, музыки, искусства театра и танца), применяемых специалистами с соответствующей клинической подготовкой:
- визуальные средства самовыражения — арт-терапевты;
- музыка — музыкальные терапевты;
- театральные формы — драматерапевты;
- танец — танцевально-двигательные терапевты.

В ряде стран (например, в США, Великобритании) арт-терапия считается парамедицинской специальностью, требующей профессионального обучения (2—3 года последипломной или магистерской подготовки). В Российской Федерации правовой и профессиональный контекст использования методов арт-терапии искусством пока не урегулирован.
Арт-терапия позволяет индивиду осознать и выразить травматический опыт в безопасном контексте. В исследованиях было обнаружено, что травматические воспоминания сохраняются в недоминантном (правом у праворуких людей) полушарии мозга. Эта же часть мозга интенсивно активируется в различной творческой деятельности, например в живописи, изготовлении скульптур, танце и т. д. Также известно, что пост-травматические эмоции имеют тенденцию выражаться в невербальной форме. Это обуславливает одно из преимуществ арт-терапии для лечения ПТСР, особенно у детей. В частности, результатом этого метода является улучшение эмоциональной регуляции.  Кроме того, символические средства самовыражения дают более полный доступ к невербальным, имплицитным, скрытым областям памяти и к визуально-кинестетическим воспоминаниям, которые обычно обрабатываются недоминантным полушарием мозга. Предполагается, что травматический опыт и связанные с ним искажённые схемы ментальных процессов могут сохраняться именно в этих формах.
При этом в процессе творчества также участвует доминантное (обычно левое) полушарие мозга, ответственное за линейное и понятийное мышление и вербальное самовыражение. Благодаря этому творчество способствует интеграции травматичных переживаний посредством совместной активизации деятельности обоих полушарий. Это обеспечивает связывание воспоминаний о событиях в целостную картину в форме визуального и вербального повествования. Происходит постепенное соотнесение травматического опыта с конкретными обстоятельствами жизни индивида.
Использование проективных средств (например, рисунков, объектов):
- делает процесс передачи травматического опыта более простым и менее пугающим для индивида;
- позволяет индивиду сохранить эстетическую дистанцию при выражении того, что он пережил;
- даёт возможность осознать ранее неосознаваемые аспекты переживания и увидеть ассоциации между различными аспектами переживания. [91]

Основными психологическими механизмами арт-терапии, обеспечивающими снятие эмоционального напряжения, выражение и переработку травматического опыта, а также перестройку системы восприятия реальности являются:
- Децентрирование — процесс арт-терапии начинается с творческой, художественной фазы, связанной с переключением внимания, уходом от поглощённости травматическими переживаниями и воспоминаниями, выходом за пределы привычных схем мышления и поведения (связанных с убеждением в безвыходности ситуации). Это способствует переходу к более открытой позиции, допускающей неоднозначное, неожиданное восприятие на основе активизации творческих механизмов психики и особой «логики» воображения. За децентрированием следует противоположный процесс центрирования — оно направляется терапевтом для того, чтобы уравновесить восприятие. Центрирование позволяет перейти к рассмотрению различных перспектив развития ситуации. Однако это возможно лишь после того, как произойдёт децентрирование, иначе индивид будет по прежнему «зациклен» на попытках найти немедленный выход из непереносимой ситуации, не имея на это достаточного внутреннего диапазона решений.[92]
- Экстернализация (проекция) — перенос физических ощущений, переживаний и представлений на внешние объекты и процессы. Экстернализация является одним из защитных психологических механизмов, она обеспечивает дистанцирование человека от сложных переживаний и представлений. В арт-терапии она играет важную роль благодаря игровой или творческой активности : индивид может воспринимать свой внутренний мир в более безопасном контексте, отражённым в созданных им художественных образах. Благодаря механизму экстернализации травматический опыт может быть отделён от личности. Например, если психотравмирующая ситуация находит отражение в рисунке, она может быть воспринята и осмыслена более трезво. Кроме того, благодаря экстернализации индивид, перенёсший психическую травму, может поддерживать оптимальную для себя дистанцию в отношениях со терапевтом, при этом художественные образы являются посредниками в терапевтическом взаимодействии. Это помогает индивиду осознать свои личные границы и восстановить чувство собственного достоинства. Большую ценность представляет также физический контакт с различными материалами, что позволяет не только актуализировать и отреагировать травматичный опыт, но и оживить сферу физических ощущений, заблокированных в результате травмы. В процессе экстернализации психическая энергия становится более контролируемой сознанием и менее связанной с аффектами. Подавленные эмоции могут быть пережиты и отреагированы.[93]
- Символизация также тесно связана с психологическими защитами, прежде всего такими, как замещение и сублимация. Она относится главным образом к познавательной активности, происходящей на основе оперирования образами. Символизация связана с аналитико-синтетической деятельностью структур мозга, отвечающих за переработку различной информации сенсорного, аффективного и когнитивного уровней. Символические образы обеспечивают передачу и восприятие той информации, которая не может быть передана и воспринята на основе понятийного мышления. В отличие от речевого выражения, они несут в себе целый набор значений, позволяя в ёмкой и лаконичной форме выражать сложные переживания и опыт. Символы менее специфичны и более «размыты», чем речь, и их смысловая нагрузка часто не осознаётся или осознаётся лишь отчасти, Благодаря этому содержащаяся в них информация не подвергается цензуре сознания. В процессе арт-терапии опыт психической травмы сначала может выражаться в невербальных, символических формах и лишь после этого он может быть описан словами. Параллельно с этим происходит реконструирование автобиографической памяти, когда забытые обстоятельства и связанные с ними аффекты находят своё место в целостной картине реальности, происходит постепенный перевод субъективного опыта из сферы бессознательного в сознание. Символизация тесно связана с формированием целостной, стабилизированной системы образных представлений, что ведёт к осознаванию опыта и научению. Симовлизация также помогает находить креативные решения и осознавать смысл пережитого опыта.[94]

Децентрирование, экстернализация и символизация тесно связаны со способностью оперировать множеством гипотез и формировать новые, необычные ассоциации (в противоположность бинарному мышлению, основанному на использовании лишь двух взаимоисключающих гипотез или двух вариантов решения проблемы). Эти три механизма также помогают индивиду преодолеть дезадаптивные защитные реакции (например, эмоциональное онемения и диссоциацию), что помогает восстановить внутреннее равновесие и перестроить систему восприятия реальности. Это часто сопровождается достижением лучшего понимания глубинного смысла переживаний, ростом самопонимания и самопринятия. Выражение чувств посредством символических образов способно приводить к катарсису, даже если содержание изобразительной продукции и смысл переживаний в процессе её создания человеком не осознаются.
Арт-терапия применяется для всех видов травм. Она может быть наиболее полезна:
- детям, которые часто неспособны сосредоточиться или выразить в вербальной форме свои переживания;
- клиентам, имеющим трудности в вербальном выражении своих чувств поскольку психическая травма часто приводит к затруднениям в выражении чувства словами (алекситимия);
- высокоинтеллектуальным клиентам — у этих клиентов часто вербализация или интеллектуализация не устраняют симптомов избегания травматических переживаний, эти клиенты выражают чувство удовлетворения при использовании в терапии творческой деятельности (поэзия, рисование, музыка, ролевые игры), которые позволяют им полнее выразить эмоции по поводу травмы. [96]

На данный момент не имеется достаточного количества исследований, подтверждающих эффективность арт-терапии при ПТСР. Это в значительной степени объясняется нехваткой квалифицированных арт-терапевтов и относительно малым количеством программ подготовки специалистов высокого уровня в этой области. Зарубежные публикации, имеют преимущественно описательный характер, без использования методов статистического анализа данных. Однако клинический опыт показывает, что арт-терапия даёт хорошие результаты, хорошо воспринимается клиетнами и не имеет факторов риска или побочных эффектов, если она используется хорошо подготовленными терапевтами.

### Метод осознанных сновидений
Существуют исследования, показывающие, что освоение методов управления сновидениями уменьшает частоту и тяжесть кошмаров при ПТСР. При этом не отмечено улучшения основных симптомов ПТСР. Обучение проводится в течение 4-6 недель (раз в неделю), при этом пациента просят каждый день записывать свои сновидения. Метод включает умение «вступать в диалог» или в «физический контакт» с пугающими персонажами сновидения. Это уменьшает чувство ужаса и беспомощности по мере того, как пациент понимает, что он может контролировать образы кошмара, вызванные травмой.

### Зоотерапия
Этот вид терапии(обычно с использованием собак — канистерапия или лошадей — иппотерапия) особенно полезна пациентам, которые, из-за пережитой травмы, слишком тревожны или недоверчивы для того, чтобы общаться с людьми.
Например, могут использоваться:
1. Так называемые «животные для эмоциональной поддержки» (emotional support animal — ESA) — любые домашние животные, они не обязательно проходят специальное обучение. Они могут использоваться как в домашней обстановке, так и во время встреч пациента с терапевтом[101]. Предполагается, что одним из благотворных факторов взаимодействия с животным является выделение в мозге человека нейропептида окситоцина, связанного с чувством привязанности и доверия. Окситоцин, в частности, способствует снижению тревожности и страха[102]. Также повышается уровень серотонина и снижается уровень кортизола, это имеет место при игре с животным, прикосновениям или наблюдением за животным[103]. Повышается уровень бета-эндорфина и дофамина[104].
2. Животные, обученные для зоотерапии.
3. Служебные собаки, прошедшие специальное обучение для того, чтобы уметь оказать помощь хозяину в момент приступа паники[101]. Собаки этого типа[англ.](также называемые Psychiatric service dogs) могут, например:

- обнаружить первые признаки паники у хозяина;
- принести лекарство, воду, мобильный телефон;
- позвать человека, который сможет оказать помощь;
- в момент паники не подпускать к хозяину незнакомых людей;
- успокоить или отвлечь хозяина (например, лизание, прикосновение лапой);
- напомнить хозяину заблаговременно принять лекарство[105]

### Прочие методы
Хорошие результаты даёт методика, в ходе которой пациента учат в момент начала приступа концентрировать внимание на ярком отвлекающем воспоминании, что со временем формирует привычку к автоматическому переходу сознания к нейтральным или положительным эмоциям в обход травмирующего опыта в случае появления триггера.
Недавние исследования показали возможность положительного эффекта в лечении ПТСР от сочетания метода реактивации памяти и игры в «Тетрис». Применявшаяся методика ослабляет навязчивые воспоминания участников, у которых воспоминания были повторно активированы перед игрой в «Тетрис». Впоследствии их меньше беспокоили навязчивые воспоминания по сравнению с контрольной группой.

### Супружеская и семейная терапия
Часто проблемы в семье или супружеской паре у лиц, переживших травму, выступают на первый план. Также может наблюдаться викарная травматизация членов семьи пациента. По этой причине рекомендуется проводить супружескую или семейную терапию одновременно с индивидуальным лечением ПТСР или сразу после него. При проведении супружеской или
семейной терапии рекомендуется считать её основной целью улучшение семейной коммуникации и снижение конфликтов между членами семьи.
Существует два типа супружеской и семейной терапии для лиц, переживших травму:
- системный подход, направленный на коррекцию нарушений в семье или супружеской паре;
- поддерживающий подход для членов семьи, которые должны помогать пациенту.[109]

### Дополнительные методы
Физическая активность, в том числе спорт (если не имеется медицинских противопоказаний), помогает пациенту отвлечься от негативных переживаний, восстановить самоуважение и чувство контроля. Практика боевых искусств (например, айкидо, джиу-джитсу, тхэквондо) и командные виды спорта с участием в соревнованиях помогают выразить гнев в приемлемой форме. Релаксационные асаны йоги, тайчи и цигун являются методами релаксации в движении.

## Возможные проблемы и пути решения

### Нежелание обращаться за помощью
Иногда лица, страдающие ПТСР, не выражают желания получить психологическую помощь по следующим причинам:
- вера, что симптомы сами пройдут со временем;
- убеждение человека, что ему ничто не может помочь
- чувство стыда за некоторые элементы травматического опыта или за посттравматические симптомы;
- боязнь, что во время терапии придётся рассказывать о травмирующем событии.

По этой причине на начальной стадии предложение лечения часто отвергается. Бывает, что пациент обращается за помощью позже, например по поводу депрессии, которая развилась на почве ПТСР. Иногда терапевту приходится объяснять пациенту, что симптомы ПТСР должны решаться с помощью психотерапии или медикаментозного лечения, а не использованием аддиктивного поведения или «отыгрыванием» травмы.

### Прерывание терапии
Для ПТСР характерен высокий показатель прерывания терапии (после 2-3 встреч клиент не приходят в терапию). Это связано со следующими причинами:
- интенсивные проявления флэшбэков;
- потеря доверия к людям, клиент опасается получить повторную психологическую травму;
- иногда клиент убеждён, что он должен сам суметь усилием воли забыть пережитое;
- некоторые клиенты борются за получение компенсации и обращаются к врачу или к психологу лишь за подтверждением диагноза;
- неверие в то, что терапевт способен на понимание, если терапевт сам не пережил подобной травмы (что усиливается малейшим недопониманием, отвержением или обесцениванием переживаний со стороны психотерапевта);
- неспособность поверить в возможность излечения.

Исходя из этого, психотерапевту следует уже при первой встрече стремиться к созданию доверительного контакта с клиентом, дать информацию о возможности улучшения состояния благодаря терапии. Следует иметь в виду что в случае потери доверия к людям (особенно у жертв насилия) в начале терапии может иметь место «тестирующее поведение»: клиент оценивает, насколько адекватно терапевт реагирует на его рассказ о травматических событиях. Для постепенного формирования доверия терапевту необходимо признать трудности, пережитые клиентом. При тяжёлом расстройстве клиенты часто используют определённые ритуалы для совладания со страхом (например, двери и окна должны всегда быть открыты); терапевт должен относиться к этому с уважением и пониманием.

### Психологические трудности для терапевта
Для терапии ПТСР характерны психологические трудности, которые переживает сам психотерапевт. Существуют 2 крайности в реакции терапевта на ситуацию пациента:
- Избегание (обесценивание): собственные эмоции терапевта (страх, отвращение, осуждение с точки зрения общепринятой морали) мешают ему воспринимать рассказ клиента, иногда возникает защитное недоверие к отдельным деталям, терапевт избегает задавать вопросы относительно деталей события и конкретных переживаний, как бы дистанцируясь от переживаний клиента. Всё это может усилить риск развития хронической формы ПТСР у клиента.
- Сверхидентификация: определяется чрезмерной эмпатией терапевта, может даже вызвать у него фантазии спасения или мести обидчику. Если клиент сообщает, что ему трудно говорить об определённых проблемах, терапевт склонен не настаивать. Рассказ клиента о травме может вызвать у терапевта слёзы на глазах. У клиента появляются сомнения в терапевте, поскольку последний не способен вынести его рассказ. Однако большинство клиентов могут выдержать кратковременный прорыв чувств терапевта при условии, что затем он снова возвращается к своей профессиональной роли[77].

## Документальные фильмы о ПТСР
На русском языке:
- «Посттравматический синдром» («Теория страха», 2010, режиссёр Е. В. Погребижская)

На английском языке:
- After the Sirens (2018)
- Crazy (1999)
- Cysgod Rhyfel (2014)
- Flipping Out (2007)
- Gene Boy Came Home (2007)
- Hell and Back Again (2011)
- Да будет свет (1946) (Let There Be Light)
- My Heart of Darkness (2010)
- Of Men and War (2014)
- Poster Girl (2010)
- Prison Dog (2016)
- Reserved to Fight
- Thank You for Your Service (2015)
- Vietnam Requiem (2018)
- When I Came Home (1982)

На французском языке:
- Neurosciences — En finir avec la peur, Arte.
- Jimmy P. (Psychothérapie d’un Indien des Plaines) (2013)
- Le traitement du PTSD — PSYCHOPTIK (PSYCHOPTIK #1bis)